# Тамбица (река, впадает в Онежское озеро)
Та́мбица — река в России, протекает в Республике Карелия. Впадает в Заонежский залив Онежского озера в Пудожском районе, однако верхнее течение реки находится в Медвежьегорском районе.
Длина реки составляет 34 км, площадь водосборного бассейна 128 км².
Протекает в 5 км восточнее посёлка Немино-3.

## Притоки (от устья к истоку)
- Красовский (правый)
- из Юрьевских озёр (правый)
- Кива (левый, впадает в 25 км от устья Тамбицы)

## Данные водного реестра
По данным государственного водного реестра России относится к Балтийскому бассейновому округу, водохозяйственный участок реки — Бассейн Онежского озера без рр. Шуя, Суна, Водла и Вытегра, речной подбассейн реки — Свирь (включая реки бассейна Онежского озера). Относится к речному бассейну реки Нева (включая бассейны рек Онежского и Ладожского озера).
Код объекта в государственном водном реестре — 01040100612102000015907.